# Lothar Lauterbach

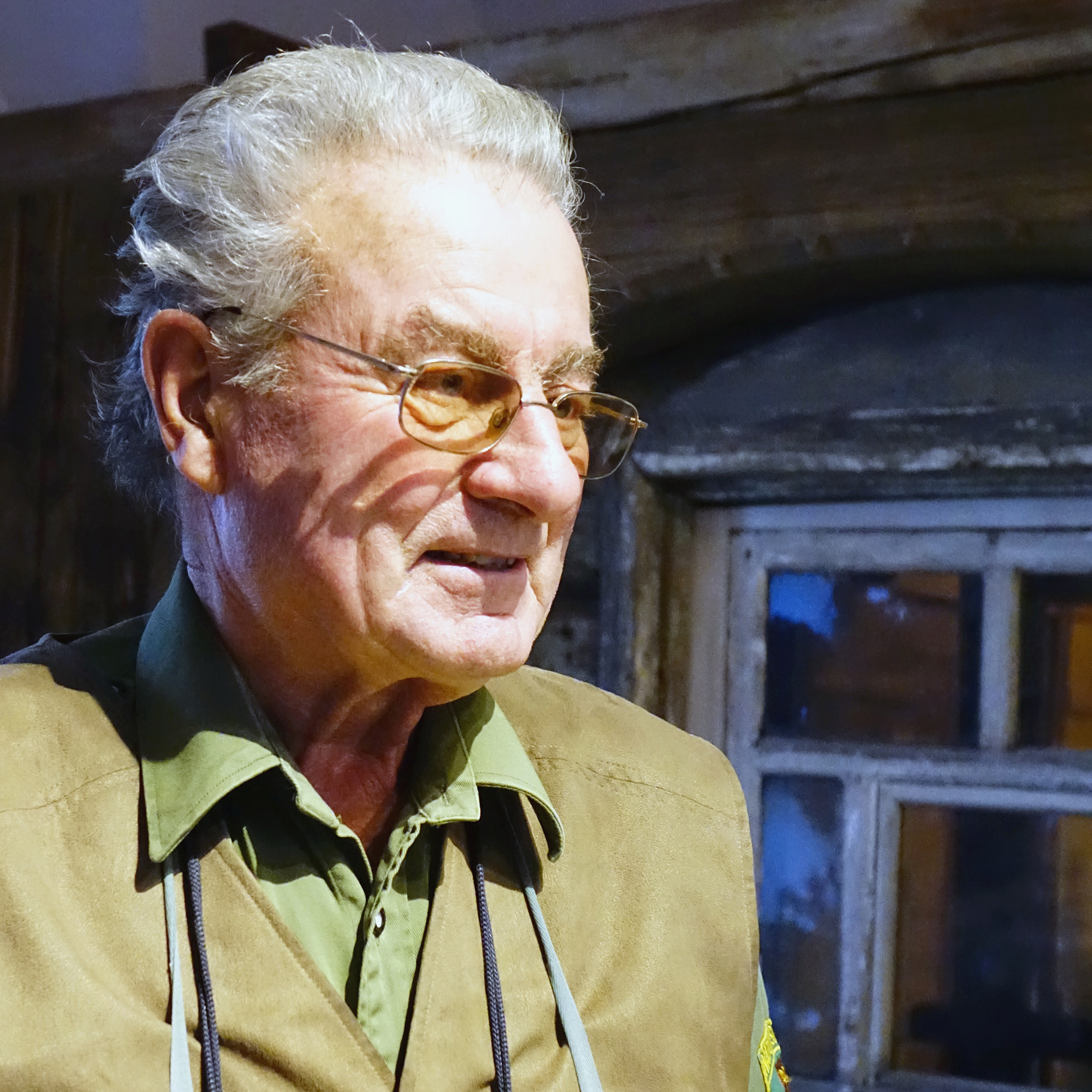
Lothar Lauterbach 2015

Lothar Lauterbach (* 3. Juni 1929 in Kleinosterhausen; † 13. August 2022 in Lutherstadt Eisleben) war ein deutscher Miniaturschnitzer. Für seine filigranen Schnitzereien erhielt er drei Einträge im Guinness-Buch der Rekorde. Im Mansfelder Land war Lauterbach außerdem bekannt als  Naturschützer, Baumkenner, Vogelkundler und Heimatkenner. Er galt darüber hinaus als Kräuter-, Pilz-, Wildbienen- und Hornissenexperte.

## Leben
Als 15-Jähriger wurde Lauterbach – damals Lehrling zum Orthopädieschuhmacher – noch im März 1945 gemustert. Obwohl er nur auf einem Auge sieht, wurde er für tauglich befunden und musste in einer Flakeinheit des Reichsarbeitsdienstes seinen Dienst ableisten. Nach wenigen Wochen im Einsatz wurde er an der Front von einem Granatsplitter verwundet. Er geriet am 29. April bei Düben in US-amerikanische Gefangenschaft und kam in das Kriegsgefangenenlager Remagen-Sinzig. Nach vier Wochen Lagerhaft wurde er nach Hause entlassen, wo er seine Lehre abschließen konnte.
Als Folge von Kriegseinsatz und Gefangenschaft erkrankte Lauterbach 1949 an Tuberkulose und verbrachte bis zu seiner endgültigen Heilung 1967 insgesamt elfeinhalb Jahre in Krankenhäusern und Lungen-Heilstätten. Die zermürbende, beschäftigungslose Zeit mit wechselnden Klinikaufenthalten nutzte Lauterbach für unterschiedliche kreative Aktivitäten: Er begann zu nähen, zu stricken, zu malen und zu schnitzen. Trotz seiner abschließenden Heilung wurde er frühzeitig Invalidenrentner. Nach seiner Gesundung 1967 heiratete Lauterbach und eine Tochter wurde geboren.
Lauterbach lebte seit 1943 in Lutherstadt Eisleben.

## Miniaturschnitzer
Der Besuch einer Naturschutzschule im Erzgebirge und vor allem die Begegnung mit dem Borstendorfer Miniaturschnitzer Horst Schreiter (1926–2017), seinem Vorbild und Lehrer in der Schnitzkunst, begeisterten ihn seither für die Natur und die Miniaturschnitzerei. Lauterbachs Ziel war es, immer kleinere Kunstwerke zu schaffen. Gern bedachte er seit den 1970er Jahren prominente Skisportler mit seinen winzigen Kunstobjekten: Für Hans-Georg Aschenbach, Jens Weißflog, Martin Schmitt und zuletzt Andreas Wank fertigte Lauterbach Miniatur-Sprungschanzen in Nussschalen. Seine Miniatur-Skisprungschanzen mit einer sie umgebenden Naturlandschaft, die in eine Walnussschalenhälfte passt, brachten ihm 1998 seinen ersten Eintrag ins Guinness-Buch der Rekorde ein.

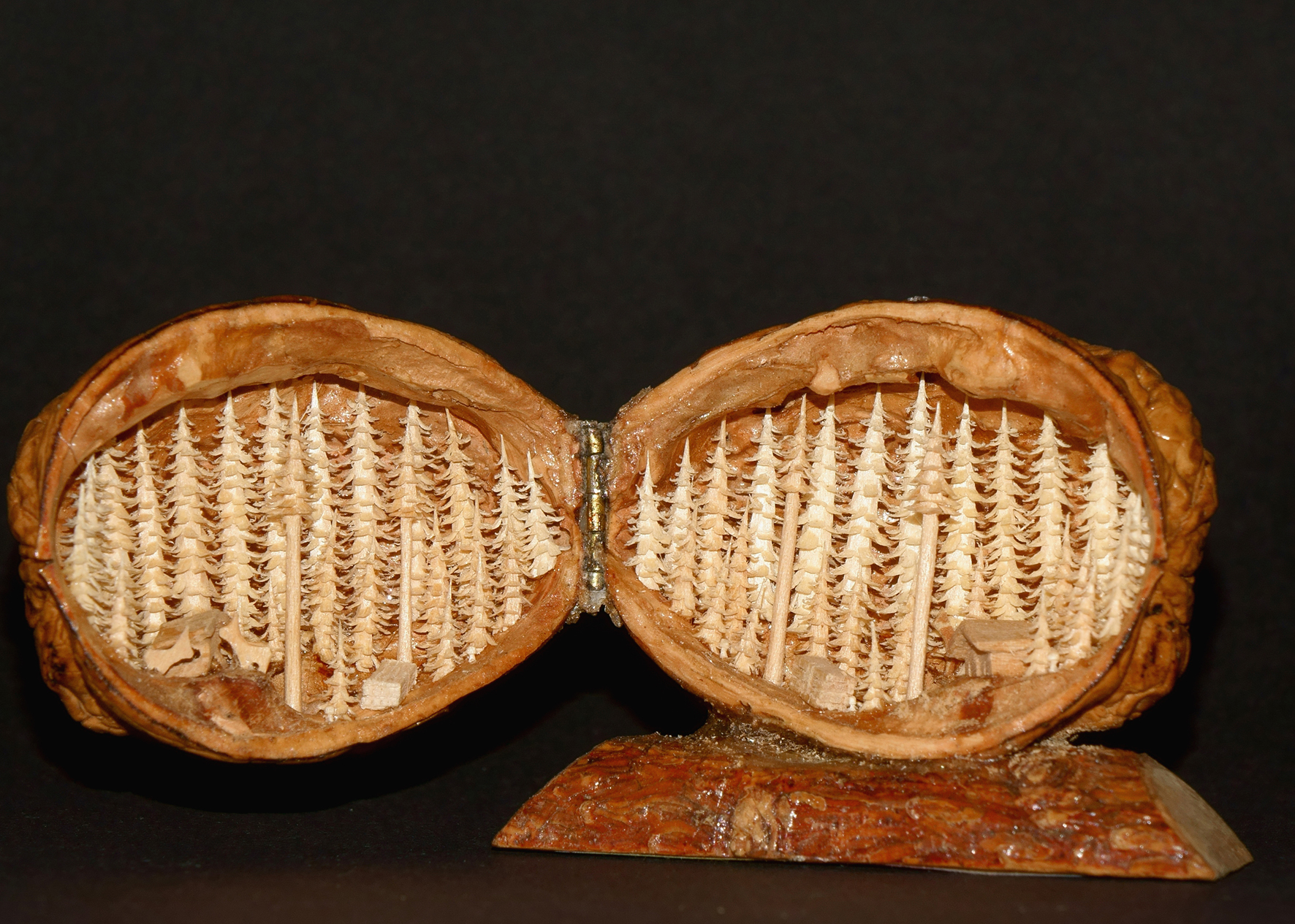
Waldlandschaft in Walnussschale

Darüber hinaus würdigte ihn die Redaktion mit zwei Urkunden: 1999 für seinen „Spanbaumwald im Kirschkern innerhalb eines Pfirsischkerns“ und 2001 für den Tannenwald, der in einen Kirschkern eingearbeitet wurde, sowie ein anderer Nadelwald im Kern einer Schwarzdornfrucht (Schlehe), die beide in eine Walnussschale eingesetzt wurden.
Es ist nicht nur die geringe Größe von Lauterbachs Kunstobjekten, die bemerkenswert ist. Seit 1999 haben einige seiner Objekte ihren festen Platz in der Dauerausstellung im Museum für Sächsische Volkskunst in Dresden. Hervorgehoben werden seitens des Museums vor allem Lauterbachs Kreativität im Umgang mit seinen Natur-Materialien: Vielerlei Nüsse, Kerne, Zapfen, sowie Weiden- und Lindenholz, Horn und Bernstein verarbeitete der Künstler in Landschaften mit Bäumen, Pilzen, Waldhäuschen und Tieren. Diese wurden in den großen und kleinsten Nüssen oder zu Schmuckstücken verarbeitet. Lauterbach schenkte seinen Miniatur-Kunstwerken auch im hohen Lebensalter seine volle Aufmerksamkeit, entwickelt neue Ideen und Ausdauer bei der Fertigung und der Präsentation seiner künstlerischen Objekte und Erzeugnisse. In den Partnerstädten von Lutherstadt Eisleben und auf vielen regionalen Märkten, Bauernmärkten, besonders zu Ostern und zu Weihnachten war er mit seinen Miniaturschnitzereien präsent. Zudem verband er es damit, seine aufklärenden Naturschutzthemen den Standbesuchern nahezubringen. In Dresden war Lauterbach zweimal jährlich zu Gast in den Staatlichen Kunstsammlungen. Im Museum für Sächsische Volkskunst, gelegen im ehemals kurfürstlichen Jägerhof, präsentierte Lauterbach seit 1999 jeweils für ein Wochenende seine Erzeugnisse.

## Naturschützer
Lothar Lauterbach galt in seiner Region als Experte für Hornissen. Er führte Lehrwanderungen in der Natur für Kinder, Schulen, Urlauber und Kinderheime durch. Besondere Freude hatte er, wenn er den Schulkindern der Levana-Schule (Förderschule für Geistigbehinderte in Lutherstadt Eisleben) erklärte, dass der Mensch nur im Einklang mit der Natur und den Tieren leben und überleben kann. Sein Ziel war es, sich für die Erhaltung der Hornissen und Wildbienen einzusetzen und ein insektenfreundliches Bewusstsein in der Bevölkerung zu schaffen, dabei Hornissen-Nester nicht zu zerstören, sondern sie fachgerecht umzusetzen.
Besondere Kenntnisse erwarb sich Lauterbach mit den einheimischen Kräutern und Pflanzen, deren heilende Kräfte er kannte, weshalb er oft als Pilzsachverständiger gefragt wurde. Ebenso zählten Baumpflegeaktionen sowie die Ansiedlung von Störchen in einem artgerechten Lebensraum und im Verbund mit anderen Tieren zu seinen Leidenschaften.

## Ehrungen
- Mansfelder des Jahres 1993 und Naturschützer
- Würdigung als ehrenamtlich tätiger Bürger von der Stadtverwaltung Eisleben am Tag des Ehrenamtes am 5. Dezember 2007[10]
- Auszeichnung für das Ehrenamt für seinen Einsatz im Naturschutz und die Vermittlung seiner Kenntnisse an die nächste Generation am 4. Dezember 2016[11]
- Zum 70. Geburtstag erhielt Lothar Lauterbach von der Stadt Eisleben für seine jahrelange Beratertätigkeit vier Bäume, die für ihn gepflanzt wurden: eine Baumhasel, eine Eberesche, ein Tulpenbaum und ein Trompetenbaum.[12]

## Ausstellungen (Auswahl)
- Exponate in der Dauerausstellung des Museums für Sächsische Volkskunst im Jägerhof in Dresden
- Staatliche Kunstsammlungen Dresden (SKD)
- Museum für Sächsische Volkskunst
  - Im September 2013 anlässlich des 100. Jubiläums des Museums.
  - Im Sommer 2016 im Rahmen der Sonderausstellung „Galerie (ur)alter Meister“
  - In der Sonderausstellung der SKD „Inspiration Handwerk“ im Japanischen Palais Dresden (September 2020 – Februar 2021)

## Werke (Auswahl)
- Online Collection der SKD, Auswahl:
  - Spanbaumwald im Kirschkern, Lutherstadt Eisleben, um 1990, Inventarnummer G 8839
  - Spanbaumwald im Kirschkern, Lutherstadt Eisleben, um 1999, Inventarnummer G 8897
  - Spanbaumwald im Schlehdornkern, Lutherstadt Eisleben, um 1990, Inventarnummer G 8898
  - Kokosnuss mit Mikroschnitzereien, Lutherstadt Eisleben, um 2000, Inventarnummer G 10839
  - drei Eulen, zwei Blumenkörbe, elf Anstecker, Lutherstadt Eisleben, um 1990, Inventarnummer G 8840

### Prämierte Werke für das Guinness-Buch der Rekorde
- 1998: Herstellung der kleinsten Schnitzerei der Welt von einer Skisprungschanze und einer sie umgebenden Naturlandschaft, die in eine Walnussschalenhälfte passt[13]
- 1999: Waldlandschaft aus Weidenholz, die in einen Kirschkern innerhalb eines Pfirsischkerns eingesetzt ist
- 2001: Tannenwald, der in einen Kirschkern eingearbeitet wurde. Ein anderer Nadelwald fand im Kern einer Schwarzdornfrucht (Schlehe) Platz. Beide Miniaturen wurden in eine Walnussschale eingesetzt.